# محمدولی فرمانفرمائیان
محمدولی میرزا (۱۲۶۹–۱۳۶۸ آمریکا) با نام خانوادگی فرمانفرماییان شاهزاده قاجار و دولتمرد دوران قاجار و پهلوی بود.

## آغاز کار

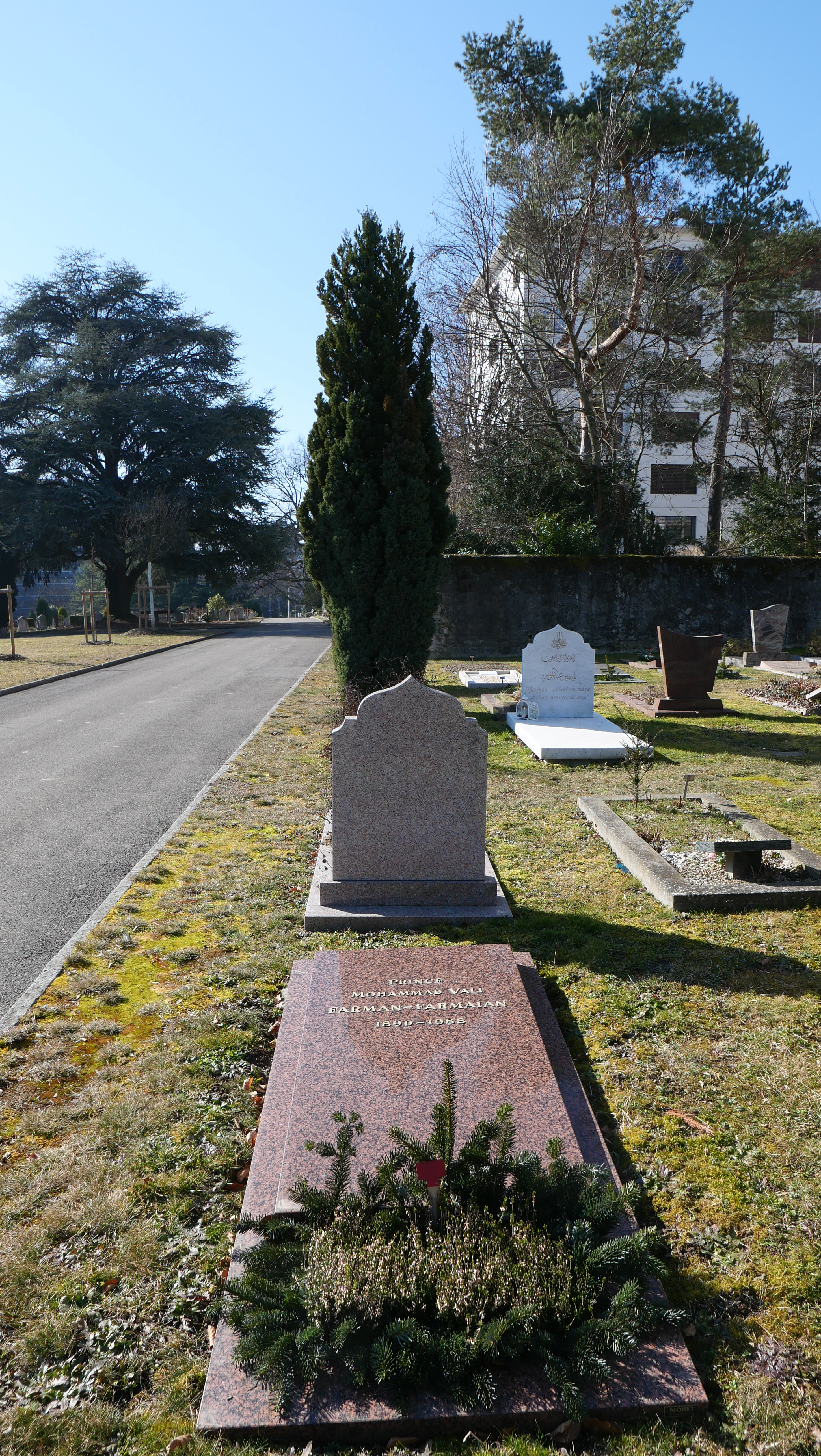
قبر ولی در قبرستان پتی ساکونکس در ژنو

پدرش عبدالحسین میرزا فرمانفرما نوه عباس میرزا و مادرش عزت‌السلطنه دختر مظفرالدین‌شاه بود. در تهران و اروپا تحصیل کرد و وارد خدمت دولت شد. در سالهای ۱۲۹۵ و ۱۲۹۶ خورشیدی در مالیه آذربایجان مسئولیت داشت و در سال ۱۳۰۰ در دوره چهارم قانون‌گذاری به نمایندگی از تبریز به مجلس شورای ملی راه یافت.
محمدولی میرزا در سال ۱۳۰۲ در دوره پنجم نیز بار دیگر به نمایندگی تبریز انتخاب شد. این بار مقوم‌الملک نماینده شهر ری به اعتبارنامه اش اعتراض و او را متهم به فساد مالی و اختلاس در دوران مسئولیتش در مالیه آذربایجان کرد اما مجلس پس از شنیدن دفاعیات محمدولی میرزا با ۶۵ رأی موافق در برابر ۳۸ رأی مخالف به اعتبارنامه اش رأی داد. در این دوره از مجلس دو برادرش عباس میرزا سالارلشکر و فیروز میرزا نصرت‌الدوله نیز نماینده بودند. این از موارد نادری است که سه برادر با هم نماینده مجلس بوده‌اند.

### مخالفت با حذف القاب
در همین دوره پنجم مجلس در پانزدهم اردیبهشت ۱۳۰۴ حذف القاب در مجلس شورای ملی به رأی گذاشته شد، محمدولی میرزا به مخالفت برخاست و گفت:

«شما چکار دارید؟ بگذارید هر کس هر لقب داشته‌است و بگذارد این لقب را با خودشان به گور ببرند. حالا خوب یا بد القاب یک چیزی است که از قدیم مرسوم بوده‌است. اینجا یکی از آقایان اظهار کردند که از زمان خلفا بوده‌است و از هزار و صد سال قبل یک لقب‌هایی در مملکت ما داده شده‌است و این ترتیب در جاهای دیگر هم معمول است».

محمدولی میرزا پس از به سلطنت رسیدن رضاشاه در دوره‌های و ششم و هفتم نیز کرسی نمایندگی خود را از تبریز حفظ کرد اما با مغضوب و کشته شدن برادرش نصرت‌الدوله از نمایندگی کنار گذاشته شد. او که از مالکین مهم آذربایجان و صاحب املاک وسیعی در سرآب، میانه و میاندوآب بود، در آخرین انتخابات مجلس شورای ملی که در زمان رضا شاه در تابستان ۱۳۲۰ برگزار شد، توانست بار دیگر و این بار از حوزه انتخابیۀ سرآب به مجلس بازگردد (دوره سیزدهم).
در مجلس چهاردهم نیز فرمانفرماییان کرسی نمایندگی خود را حفظ کرد. پس از آنکه برادرزاده‌اش مظفر فیروز که نخستین وزیر کار ایران بود، از این سمت کنار گذاشته شد، قوام‌السلطنه او را به جایش منصوب کرد. فرمانفرماییان سپس برای شرکت در انتخابات دوره پانزدهم مجلس از وزارت کنار رفت و این بار از حوزه انتخابیه شهریار و ساوجبلاغ نامزد شد اما نتوانست به مجلس راه یابد.
محمدولی میرزا از همسر اولش دختری به نام سعیده و از همسر دومش شمسی فر عدل (۱۲۸۹–۱۳۸۴) که خواهر پروفسور یحیی عدل بود، دختری به نام گلناز داشت.

### جنگ جهانی اول
در پایان جنگ جهانی اول که کمونیست های روس املاک بسیاری را در آذربایجان تصرف کردند، محمد ولی میرزا برای تسویه حساب به مسکو رفت. او که خود را به شکل یک گدا درآورده بود، در مسیر شمال از گذرگاه های کوهستانی ترکیه عبور کرد اما توسط یک ژنرال ونزوئلایی به نام رافائل د نوگالس که در طرف آلمانی می جنگید دستگیر شد و نزدیک بود به عنوان جاسوس به او شلیک کند. محمد ولی میرزا تنها در آخرین لحظه فرار کرد زیرا با ژنرال به زبان فرانسوی صحبت کرد و ژنرال را بر آن داشت که همانطور که نوگلس در خاطرات خود می نویسد "او شاهزاده ای از دودمان فرمان فرما" است. پس از آن این دو با هم دوست شدند و محمد ولی میرزا بعداً به پاس قدردانی به نوگلس نشان داد.
پس از انقلاب 1979 ایران را به همراه خانواده خود به مقصد ژنو سوئیس ترک کرد و تا زمانی که در سن 98 سالگی درگذشت به ایران بازنگشت.